# Папп, Беата
Беата Папп (фин. Beata Papp, род. 22 апреля 1995 года в Куопио) — финская фигуристка, выступающая в одиночном разряде, серебряный призёр чемпионата Финляндии 2011 года (проходил 17—19 декабря 2010 года) и бронзовый призёр чемпионата Финляндии 2012 года (проходил 16—18 декабря 2011 года).
По состоянию на 10 января 2015 года Папп занимала 167-е место в рейтинге Международного союза конькобежцев (ИСУ).

## Биография
Беата Папп родилась 22 апреля 1995 года в Куопио — административном центре финской области Северное Саво. Начала заниматься фигурным катанием в 2000 года в клубе Hermes города Коккола.
С лета 2007 года проживает и тренируется в Канаде, в городе Бернаби.
Нынешний тренер Беаты Папп — Джоанн МакЛеод, ранее она тренировалась у Колин Чански (Colin Chanski) и Александра Копылова (Alexander Kopylov). Хореографы — Джоанн МакЛеод и Том Диксон.

## Спортивные результаты
| Соревнования/Сезоны          | 2009—2010 | 2010—2011 | 2011—2012 | 2012—2013 | 2013—2014 | 2014—2015 |
| ---------------------------- | --------- | --------- | --------- | --------- | --------- | --------- |
| Зимние Универсиады           |           |           |           |           |           | 17        |
| Чемпионат мира среди юниоров | 15        |           |           |           |           |           |
| Чемпионаты Финляндии         | 1J.       | 2         | 3         | 5         | 6         | 6         |
| Чемпионаты Северных стран    | 1J.       | 5         |           |           |           |           |
| Finlandia Trophy             |           |           | 4         | 8         |           |           |

- J = юниорский уровень

## Семья
Улла, мать Беаты, — тренер по фигурному катанию. Сестра Беттина и двое братьев, Бела и Бенджам, также занимаются фигурным катанием, из них наибольшего успеха добился её старший брат Бела, ставший чемпионом Финляндии 2011 года.